# Die Legion der Straße
Die Legion der Straße ist ein polnischer Spielfilm aus dem Jahre 1932.

## Handlung
Józek ist ein Jugendlicher in Warschau, der allein mit seiner Mutter lebt. Die Mutter hatte einen Unfall und ist für Monate ans Bett gefesselt. Sie hatte als Näherin gearbeitet und für das spärliche Einkommen der kleinen Familie gesorgt. Nun fehlt auch dieses und Józek ist gezwungen für Ersatz zu sorgen. Er schließt sich der Legion der Straße an. Das sind Jugendliche, die sich ihr Geld mit dem Austragen und Verkauf von Zeitungen verdienen. Hierbei verliebt sich Józek in das gleichaltrige Mädchen Jaśka. Doch das Geld, das er verdient, reicht nicht aus. Das Austragen dauert zu lange, effektiver wäre, wenn Józek die Zeitungen mit einem Fahrrad ausfahren könnte. Józek erfährt von der Austragung eines Radrennens für Jugendliche. Hauptpreis ist ein nagelneues Fahrrad. Józek nimmt daran teil und gewinnt.

## Hintergrund
Der Film erlebte seine Premiere am 18. März 1932 in Warschau und schaffte sogar den Sprung ins amerikanische Kino. Dort erlebte er seine Premiere am 26. Januar 1933 in New York City.

## Auszeichnungen
Der Film Die Legion der Straße wurde 1932 von den Lesern der Filmzeitschrift Kino zum beliebtesten Film des Jahres gewählt.